# Anciles (Riaño)
Anciles fue una villa ubicada en el noreste de la provincia de León y perteneciente al municipio de Riaño. Comarca de la Montaña de Riaño.
Situado entre agrestes peñas calizas a la vera del Río Esla fue destruida completamente en 1987 para la construcción del embalse de Riaño, junto con los pueblos vecinos de Huelde, Éscaro, La Puerta, Pedrosa del Rey, Riaño, Salio, buena parte de Burón y Vegacerneja parcialmente.

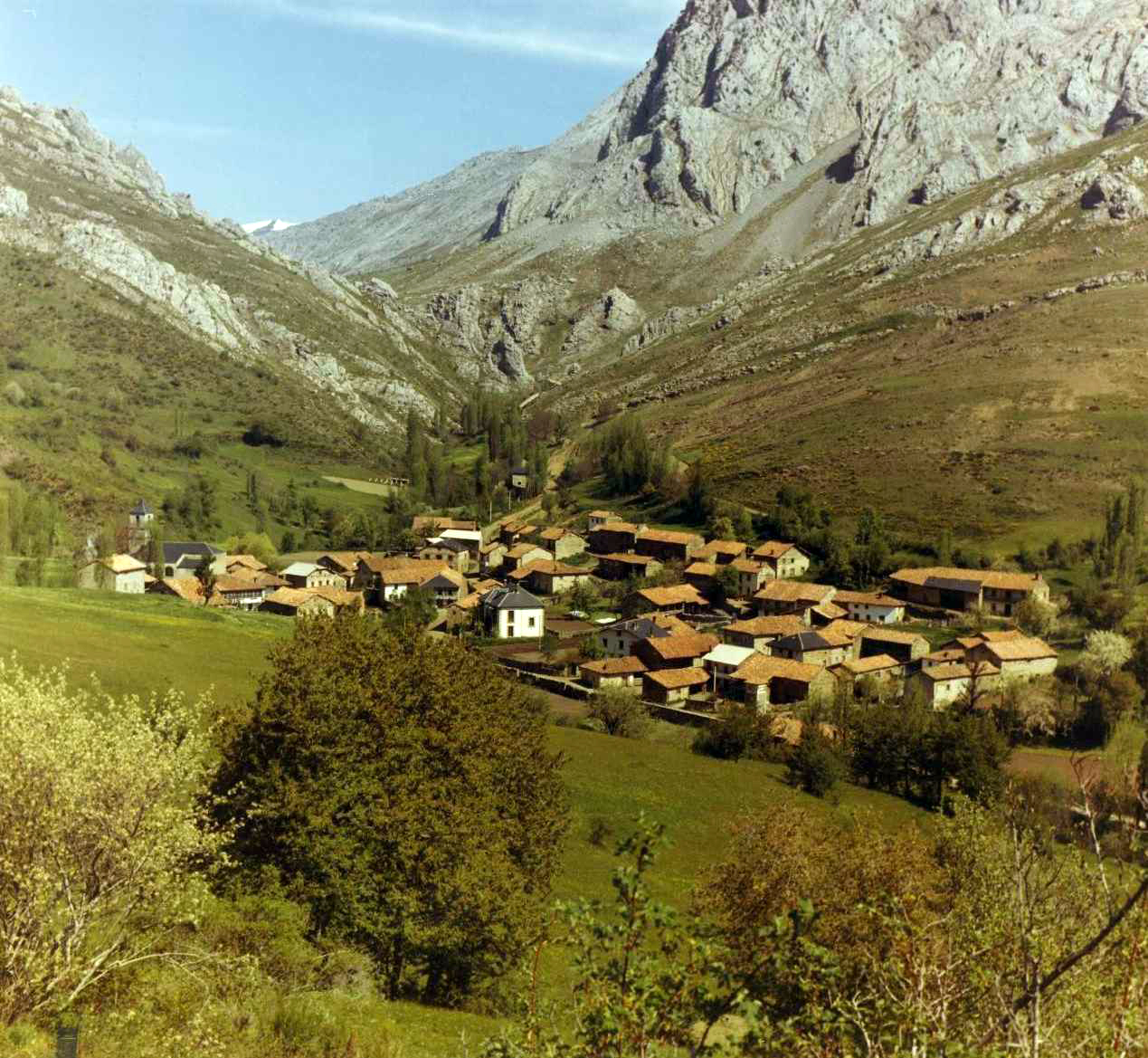
Postal Panorámica de Anciles en 1984. Localidad de la Montaña leonesa de Riaño.

Los terrenos de Anciles limitan con los de Lois y Liegos al norte, Riaño al este, Horcadas y Las Salas al sur y al oeste con Salamón, Ciguera y con el también desaparecido Huelde. Los límites o apeos por el este eran con Riaño-La Puerta, con los que tenía un trozo de terreno que era "mixto" ( de uso y propiedad compartida por las dos villas, Anciles y Riaño).